# 장저우구

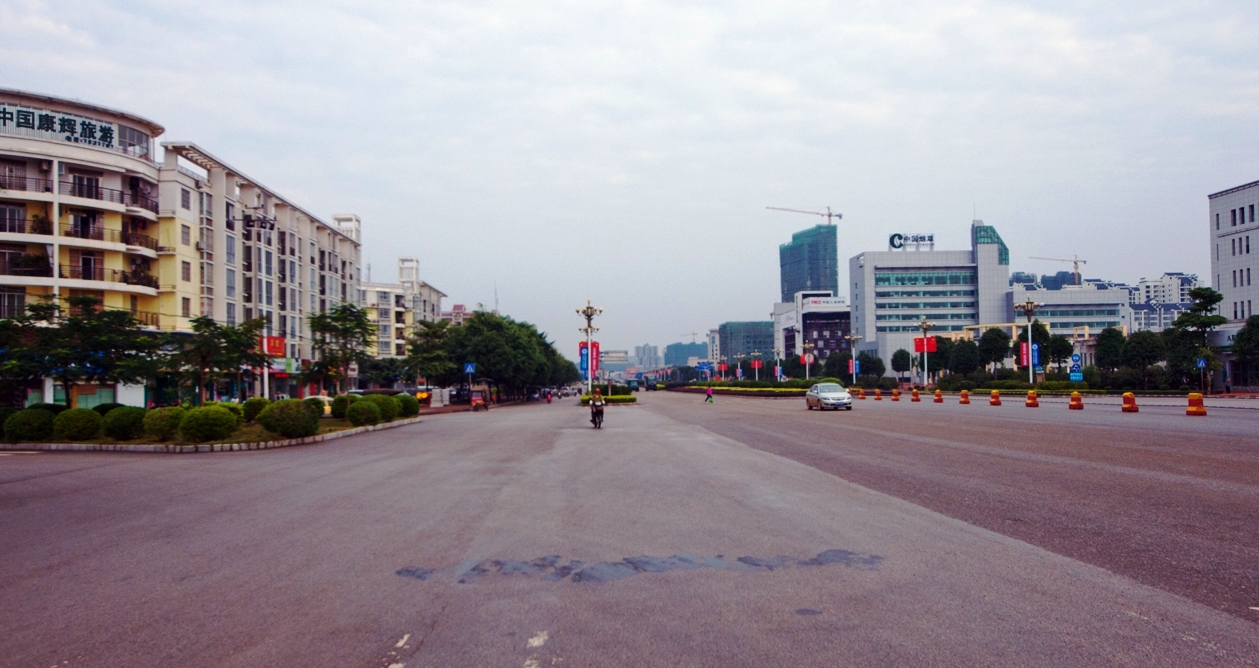

장저우구(한국어: 강주구, 좡어: Gyanghcouh Gih, 중국어: 江州区, 병음: Jiāngzhōu Qū)는 중국 광시 좡족 자치구 충쭤 시의 현급 행정구역이다. 넓이는 2902km2이고, 인구는 2007년 기준으로 350,000명이다.

## 행정 구역
7개 진, 2개 향을 관할한다.
- 진: 太平镇, 新和镇, 濑湍镇, 江州镇, 左州镇, 那隆镇, 驮卢镇.
- 향: 罗白乡, 板利乡.